# Фейра Гранди
Фейра Гранди (на португалски: Feira Grande ['fejrɐ 'grandʒi], по-близо до Фейра Гранджи) е община в централната част на бразилския щат Алагоас. Намира се в статистико-икономическия регион Агрести Алагоану. Населението на общината към 2010 г. е 21 325 души, а територията ѝ е около 155,974 кв. км.
Съседни на Фейра Гранди са общините Арапирака, Порту Реал до Колегиу, Сау Себастиау, Кампу Гранди и Лагоа да Каноа.